# Daphnandra dielsii
Daphnandra dielsii är en tvåhjärtbladig växtart som beskrevs av Janet Russell Perkins. Daphnandra dielsii ingår i släktet Daphnandra och familjen Atherospermataceae. Inga underarter finns listade i Catalogue of Life.